# NGC 4914
NGC 4914 é uma galáxia elíptica (E) localizada na direcção da constelação de Canes Venatici. Possui uma declinação de +37° 18' 53" e uma ascensão recta de 13 horas, 00 minutos e 42,9 segundos.
A galáxia NGC 4914 foi descoberta em 17 de Março de 1787 por William Herschel.